# Roulettes
Die Roulettes sind die Kunstflugstaffel der Royal Australian Air Force (RAAF).

## Geschichte
Die Central Flying School bildete ihre erste offizielle Kunstflugstaffel 1962, die Red Sales, mit De Havilland DH.100 Vampire Strahlflugzeugen, aber flogen nur für eine kurze Zeit unter diesem Namen. Sie flogen kurze Zeit mit dem Namen Telstars bis Ende 1962. Im Jahr 1968 flogen sie dann wieder für zwei Monate unter der Bezeichnung Telstars mit Aermacchi MB-326 Jet-Trainern.
Im Jahr 1970 wurden die Roulettes gegründet, um das 50-jährige Bestehen der RAAF zu feiern, und sind seitdem eine feste Staffel. Zunächst wurden sie mit vier Macchis ausgestattet, wuchsen dann im Jahr 1974 auf fünf Flugzeuge an und sieben im Jahr 1981. Aufgrund von Kostensenkungen wurde das Team 1982 wieder auf fünf Flugzeuge verringert. Gegen Ende der 1980er Jahre mussten die Roulettes ihre Flugstunden reduzieren, weil die MB-326-Flotte vorzeitige Materialermüdungsprobleme entwickelte. Ab 1989 nutzte man die Pilatus PC-9, wobei das Team sieben Piloten und zehn Techniker umfasste.

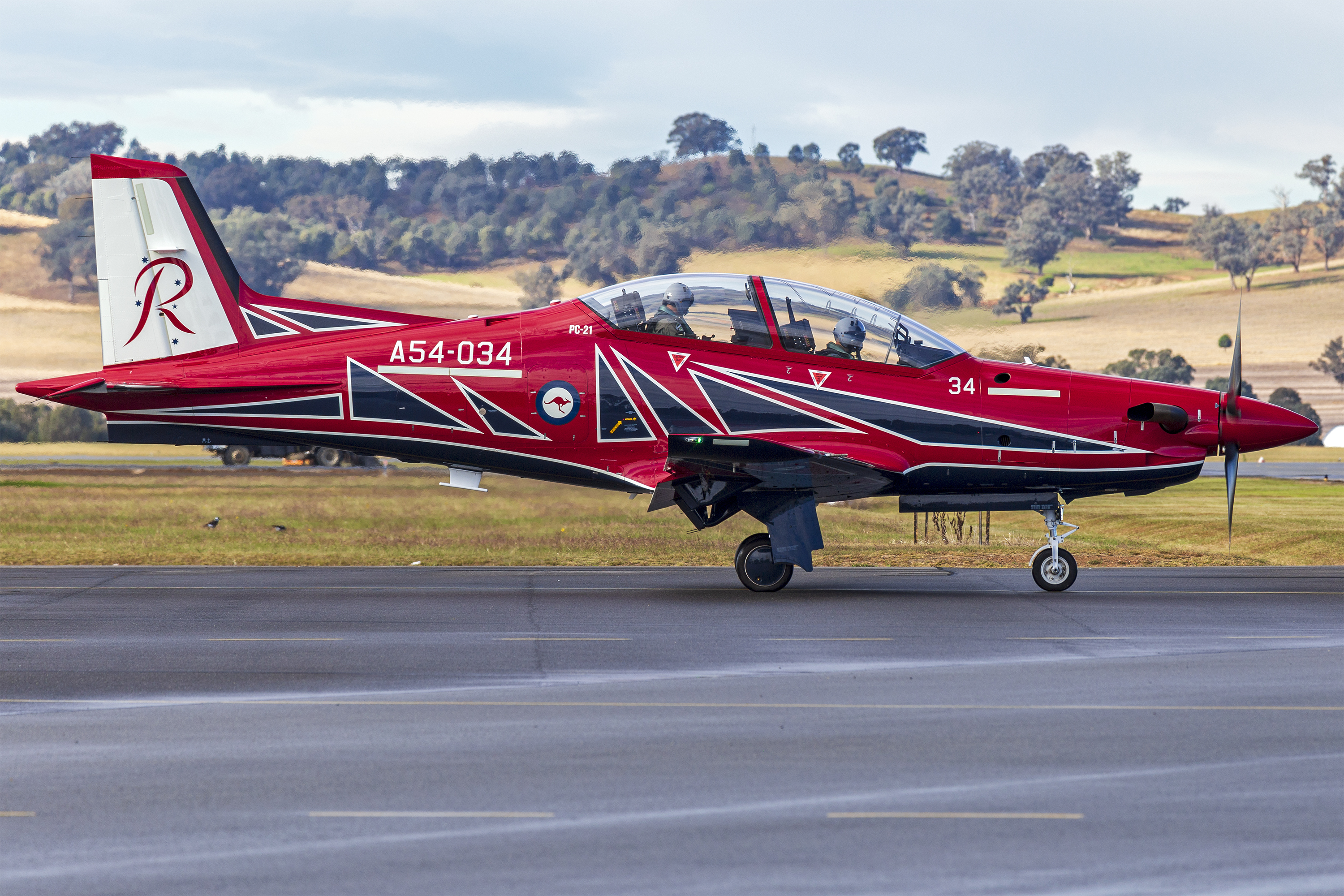
Eine Pilatus PC-21 der Roulettes

 Sie benutzen sechs PC-9 sowie eine Reservemaschine.
Sie bieten etwa 150 Flugvorführungen im Jahr, in Australien und in befreundeten Ländern in Südostasien. Die Roulettes sind Teil der RAAF Central Flying School (CFS) bei RAAF Base-East Sale in Victoria. Die Flugzeuge sind in rotem, weißem und blauem Schema lackiert, mit einem großen „R“-Symbol auf dem Seitenleitwerk. Die RAAF verwendet dieses Farbschema (abzüglich des „R“) für alle seine PC-9-Trainer, mit Ausnahme der PC-9 bei ARDU und FAC. Das ermöglicht ein Flugzeug, in das oder aus dem Team zu wechseln, um die Betriebsstunden der Flugzeugflotte gleichmäßig zu verteilen, da nur das „R“ entfernt oder aufgemalt werden muss, um eine einheitliche Team-Farbgebung zu erhalten. Die Roulette stellten Anfang 2019 auf die Pilatus PC-21 um, der als Nachfolger des PC-9 als fortgeschrittener Trainer der RAAF im Rahmen des AIR5428-Projekts ausgewählt wurde.

## Piloten
Die Aufnahme in das Team ist für einen Piloten eine Auszeichnung. Es gibt sieben Roulettes-Piloten. Alle sind Fluglehrer, mit Ausnahme der Nummer sieben, der Kommandant, der als Kommentator und Überführungspilot für die Ersatz-Flugzeuge dient.
Ein neuer Team-Pilot beginnt mit drei Monaten intensiver Kunstflugausbildung, beginnend mit relativ einfachen Manövern (wie Loopings und Rollen in Staffeln oder Kiellinie), in der Höhe durchgeführt. Danach folgen komplexere und anspruchsvollere Manöver (wie Korkenzieher, Rundwalzen und Rollbacks) bis zu den Formationen mit allen sechs Flugzeugen in der Display-Routinen. Nur wenn eine Routine in der Höhe gut geübt wurde, kommt es zu denselben Manövern im Mindestsicherheitsniveau von 500 Fuß (150 m). Erst Saison Piloten fliegen die Positionen "Roulette" 2, 3 oder 4, während die erfahrenen Piloten die Positionen "Roulette" 5 und 6 fliegen. "Roulette" 1 ist der Teamleader. Die meisten Mitglieder dienen dem Team für drei Jahre, bevor sie anderen Aufgaben übernehmen.

## Zwischenfälle
In der Geschichte der Roulettes gab es drei Kollisionen in der Luft:
- 1983 kollidierten beim Training zwei Flugzeuge in der Luft, wobei beide Piloten starben.
- 1988 kam es erneut zu einer Kollision, wobei sich ein Pilot mittels Schleudersitz in Sicherheit brachte, während der andere eine Landung mit eingezogenem Fahrwerk vollzog.
- 2005 kollidierten zwei weitere Maschinen, bei der niemand ums Leben kam.

Im Februar 2011 fing ein Triebwerk Feuer, worauf die Roulettes ein Flugverbot erhielten, welches nach Ende der Ermittlungen aufgehoben wurde.